# Sho Gokyu
Sho Gokyu (御給 匠 Gokyū Shō?, nacido el 11 de junio de 1983 en Tsu, Mie) es un exfutbolista japonés.  Durante su carrera jugó de delantero, anotando 115 goles como profesional. Su último club fue el FC Osaka de Japón.

## Trayectoria

### Clubes
| Club              | País  | Año         |
| ----------------- | ----- | ----------- |
| Cerezo Osaka      | Japón | 2002 - 2004 |
| Thespa Kusatsu    | Japón | 2005        |
| Sagawa Express    | Japón | 2006 - 2007 |
| Yokohama FC       | Japón | 2008 - 2009 |
| FC Machida Zelvia | Japón | 2009        |
| Sagawa Shiga      | Japón | 2010 - 2012 |
| SC Sagamihara     | Japón | 2013        |
| FC Osaka          | Japón | 2014 - 2015 |